# Gustav Cohn (Nationalökonom)
Gustav Cohn (* 12. Dezember 1840 in Marienwerder, Königreich Preußen; † 17. September 1919 in Göttingen) war ein deutscher Nationalökonom.

## Leben
Gustav Cohn studierte in Berlin und Jena Geschichte, Rechts- und Staatswissenschaften. Prägende Erlebnisse waren damals für ihn der preußische Verfassungskonflikt, das Auftreten Lassalles und der Beginn des Kathedersozialismus. 1866 promovierte er zum Dr. phil. in Leipzig und besuchte 1867–68 das Statistische Seminar in Berlin. 1869 habilitierte er sich an der Universität Heidelberg für Nationalökonomie. Im Herbst 1869 folgte er einem Ruf an das Polytechnikum in Riga, wo er bis 1872, zuletzt als Professor, wirkte. 1872 war er einer der Gründer des Vereins für Sozialpolitik. Zwischen 1872 und 1873 arbeitete Cohn als sozialpolitischer Redakteur für die Frankfurter Zeitung. 1873 begab er sich auf eine Studienreise nach England, deren Ergebnisse in dem Werk Untersuchungen über die englische Eisenbahnpolitik (2 Bde., Leipzig 1874–75; Bd. 1: Die Entwicklung der Eisenbahngesetzgebung in England; Bd. 2: Zur Beurteilung der englischen Eisenbahnpolitik) verarbeitete. Ab 1875 lehrte er am Polytechnikum in Zürich und von 1884 bis 1918 lehrte er als ordentlicher Professor der Staatswissenschaften an der Universität Göttingen.
Seit 1892 war er ein Mitglied der Reichskommission zur Enquete über Börsenwissenschaft. 1893 wurde er zum ordentlichen Mitglied der Göttinger Akademie der Wissenschaften gewählt. Cohn widmete sich der ethisch-sozialpolitischen Richtung der Nationalökonomie.

## Schriften
- Volkswirtschaftliche Aufsätze. Cotta, Stuttgart 1882. (Digitalisat)
- Die englische Eisenbahnpolitik der letzten zehn Jahre 1873–1883. Duncker & Humblot, Leipzig 1883. (Digitalisat)
- System der Nationalökonomie: Bd. 1: Grundlegung, Stuttgart 1885; Bd. 2: Finanzwissenschaft (Stuttgart 1889); Bd. 3: Handels- und Verkehrswesen (Stuttgart 1898); englisch in den Economic Studies der Universität Chicago, 1892
- Nationalökonomische Studien. Enke, Stuttgart 1886. (Digitalisat)
- Zur Geschichte und Politik des Verkehrswesens. Enke, Stuttgart 1900. (Digitalisat)